# GMC Syclone
Le GMC Syclone est un pick-up produit par GMC de 1991 à 1992. Il est basé sur le Chevrolet S-10 première génération et s'est vendu à plus de 2 995 exemplaires.